# Rachamim Malul
Rachamim Malul (hebrejsky: רחמים מלול) je izraelský politik a bývalý poslanec Knesetu za stranu Šas.

## Biografie
Narodil se 29. dubna 1946 v Maroku. V roce 1960 přesídlil do Izraele. Sloužil v izraelské armádě, kde dosáhl hodnosti desátníka (Rav Tura'i). Vystudoval učitelskou vyšší školu. Studuje bakalářský program na Bar-Ilanově univerzitě. Hovoří hebrejsky, anglicky a francouzsky.

## Politická dráha
Je starostou města Rechovot, byl dosazeným starostou beduínského města Kesejfa.
V izraelském parlamentu zasedl po volbách v roce 1999, v nichž kandidoval za stranu Šas. Do činnosti Knesetu se zapojil jako jeho místopředseda. Dále byl členem etického výboru, výboru pro ústavu, právo a spravedlnost, výboru finančního a výboru pro vzdělávání a kulturu.
Ve volbách v roce 2003 mandát neobhájil.